# Samuel Conrad Schwach

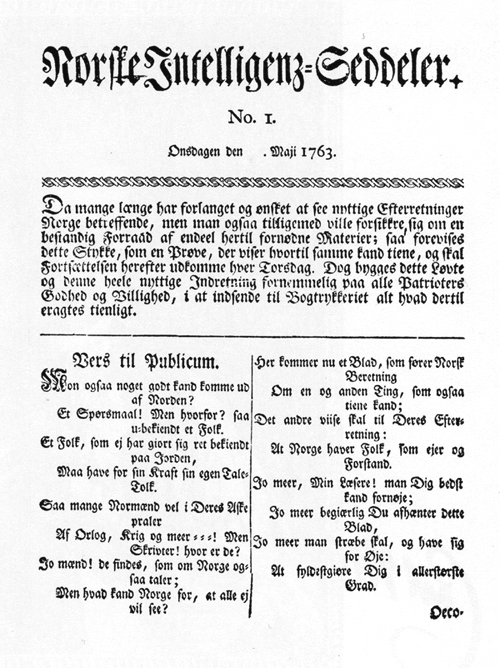
Titelseite der ersten Ausgabe der Norske Intelligenz-Seddeler vom 25. Mai 1763. Das Datum wurde teilweise handschriftlich ergänzt, da der Tag der Erstausgabe zunächst noch nicht sicher war.

Samuel Conrad Schwach (* 1731 in Stettin; † 1781 in Christiania) war ein aus Pommern stammender norwegischer Buchdrucker und Verleger. Er begründete 1763 Norwegens erste Zeitung, die Norske Intelligenz-Seddeler.

## Leben
Über Schwachs Leben vor seiner Zeit in Norwegen ist wenig bekannt; auch gibt es zu ihm offenbar kein Porträt. Er wuchs in Stettin auf und arbeitete während seiner Gesellenjahre in Berlin, Leipzig, Kopenhagen und Paris. 1758 verlieh ihm Friedrich V. (1723–1766), der König von Dänemark und Norwegen und Herzog von Schleswig-Holstein, das für die selbstständige Ausübung des Gewerbes nötige Druckprivileg. Schwach ließ sich in Christiania (heute Oslo) nieder. Dort heiratete er 1758 Jessina Maria Jensdatter geb. Ørbeck (1724–1771), die Witwe des damals einzigen Buchdruckers Jens Andersen Berg (ca. 1711–1757). 1760 wurde ihr Sohn Immanuel geboren. Dieser wurde Pfarrer und ist der Vater von Conrad Nicolai Schwach (1793–1860), einem bedeutenden norwegischen Schriftsteller, Übersetzer und Juristen.

## Frühe Tätigkeiten
In Schwachs Druckerei erschienen neben mehreren Büchern von 1760 an religiöse Schriften des Bischofs von Christiania unter dem Titel „Ugentlige Afhandlinger“ und von 1762 an in Schwachs Regie „Maanedlige Afhandlinger“, also wöchentliche bzw. monatliche Abhandlungen. In letzteren ging es meist um land- und hauswirtschaftliche Themen.

## Gründer und Verleger der ersten Zeitung Norwegens
Am 25. Mai 1763 kamen unter Schwachs Regie die Norske Intelligenz-Seddeler (wörtlich: Norwegische Mitteilungs-Zettel) zum ersten Mal heraus. Sie sind – als Wochenblatt – Norwegens erste Zeitung und richten sich an die Allgemeinheit. Die erste Tageszeitung (Morgenbladet) folgte erst am 1. Januar 1819. Schwach besorgte sich dafür kein eigenes Privileg, wie es an sich erforderlich gewesen wäre. Ihm kam zugute, dass einflussreiche Wirtschaftskreise und Beamte seine Arbeit unterstützten, darunter der aus Flensburg stammende Magistratspräsident Nicolai Feddersen. Vermutlich hatte die Zeitung eine Auflage von rund 200 Exemplaren, von denen aber nicht immer alle verkauft wurden. Schwachs Interessen waren nicht auf Meinungsbildung und Sensationen gerichtet. Es ging ihm jedoch um den Absatz über Christiania hinaus. Er selbst meinte einmal, da es in Dänemark und Schweden bereits Zeitungen gab, sei es „an der Zeit, eine norwegische Zeitung zu bekommen“ („Det var på tide å få en norsk avis“).
Die ersten Ausgaben erschienen jeden Donnerstag und umfassten vier Seiten, davon meist zwei für Anzeigen. Die Beiträge handelten oft von wirtschaftlichen und literarischen Themen sowie moralischen und religiösen Betrachtungen. Politische Texte finden sich zunächst nur sehr selten. Das ändert sich nach 1814 nur allmählich nach dem ersten norwegischen Grundgesetz (Grunnloven), dessen Paragraf 100 Druck- und Meinungsfreiheit einräumt.
Schwachs Zeitung erschien auch nach seinem Tod weiter, von 1805 an zweimal wöchentlich, nach 1830 jeden Werktag. Sie machte mehrere Besitzer- und Namenswechsel durch. 1920 ging sie in die Zeitung Verdens Gang über, die als Norwegens führendes Boulevardblatt bis heute erscheint. Der Titel Norske Intelligenz-Seddeler wechselte jedoch schon nach drei Jahren zur Zeitung Tidens Tegn, die ihn bis zum 5. April 1941 auf Seite 1 erwähnte.